# Jelena Sergejewna Schirotschenko
Jelena Sergejewna Schirotschenko (russisch Елена Сергеевна Широченко; * 1. März 1983 in Kurgan) ist eine russische Kommunalpolitikerin der Partei Einiges Russland und Unternehmerin. Sie war von 2017 bis 2019 Vorsitzende des Stadtkreises Pionerski in der Oblast Kaliningrad.

## Leben
Sie absolvierte im Jahr 2003 das Pädagogische Kolleg in Kurgan und zog danach in die Oblast Kaliningrad um. Von 2004 bis 2005 unterrichtete sie Englisch am Handels- und Wirtschaftskolleg in Kaliningrad. Von 2006 bis 2009 war sie Mitarbeiterin bei der Baufirma Techpromressurs im Kaliningrader Stadtteil Pribreschny. Von 2009 bis 2010 war sie Exekutivdirektorin bei dem Unternehmen Kaliningrader Institut für Urbanistik. Von 2010 bis 2011 war sie als Expertin für die Behörde zur Umweltüberwachung Rostechnadsora tätig. Ab 2011 war sie bei der Kaliningrader Bauunternehmengruppe Ewropeiskaja promyschlennaja gruppa (ЕВРОПРОМГРУПП) zunächst Exekutivdirektorin und ist seit 2012 deren Generaldirektorin.
Im Jahr 2011 trat sie der Partei Einiges Russland bei. Im Jahr 2013 absolvierte sie die Fakultät für staatliche und kommunale Verwaltung an der Russischen Akademie für Volkswirtschaft und Öffentlichen Dienst beim Präsidenten der Russischen Föderation. Im September 2017 wurde sie im Stadtkreis Pionerski zunächst zur Abgeordneten und dann auch gleich zur Vorsitzenden gewählt.
Im September 2019 trat sie von ihrem Posten zurück. Im Sommer 2019 war ihr vom Inlandsgeheimdienst FSB vorgeworfen worden, die Zulassungsordnung für Amtspersonen zu Staatsgeheimnissen verletzt zu haben, und sie sollte deshalb eine Geldstrafe von 3.000 Rubel (umgerechnet etwa 45 Euro) bezahlen. Wegen Formfehler bei der Anhörung durch das FSB – u. a. konnte sie keinen Anwalt einschalten – wurde sie sowohl im September 2019 durch das Stadtgericht in Swetlogorsk, als auch im November 2019 in zweiter Instanz durch das Oblastgericht in Kaliningrad freigesprochen.